# Prosper Claeys
Prosper Claeys (Gent, 10 januari 1834 - aldaar, 7 mei 1910) was een Belgisch liberaal politicus.

## Levensloop
Na rechtenstudies aan de Gentse universiteit schreef Claeys zich als advocaat in aan de Gentse balie. Als zoon van een rijke brouwer liet hij de advocatuur echter al snel achter zich, en ging rentenieren.
Van 1865 tot 1870 was hij liberaal Oost-Vlaams provincieraadslid, nadat hij op 22 mei 1865 met 616 van 664 stemmen verkozen werd ter vervanging van de overleden A. De Keyser. Hij engageerde zich voor de Vlaamse zaak en in de armenzorg.

## Prosper Claeysstraat

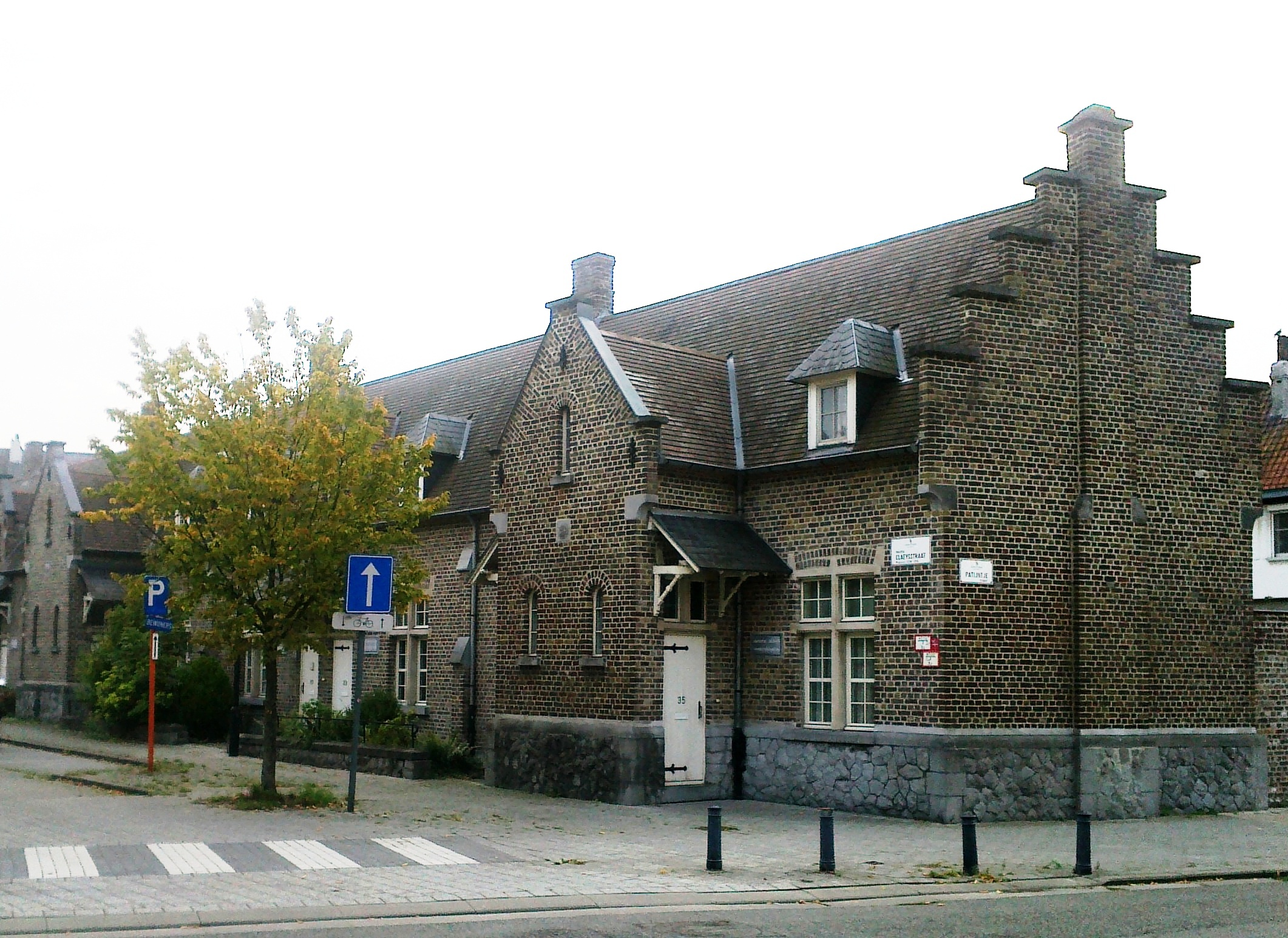
Prosper Claeysstraat

De Prosper Claeysstraat in Gent brengt zijn naam in herinnering. Als bepleiter van de zelfredzaamheid van bejaarden had hij in deze straat woongelegenheid geboden aan een veertigtal seniorenkoppels.
De straat bestaat uit neogotische woningen gefinancierd door liberaalgezinde persoonlijkheden of verenigingen. Op elk huis staat een plaat ter nagedachtenis van een schenker.